# 9922 Catcheller
A 9922 Catcheller (ideiglenes jelöléssel 1981 EO21) a Naprendszer kisbolygóövében található aszteroida. Schelte J. Bus fedezte fel 1981. március 2-án.